# Новакович, Мартин
Ма́ртин Нова́кович (серб. Мартин Новаковић; род. 5 января 2001, Заечар) — сербский футболист, полузащитник клуба «Мачва».

## Карьера
Воспитанник клубов «Партизан» и «Црвена звезда». 1 августа 2020 года был арендован клубом «Рад»; 23 августа дебютировал за клуб в матче против «Младост», 29 августа забил дебютный гол в ворота «Напредак».
В сентября 2021 года арендован клубом «ИМТ», дебютировал в матче Первой лига Сербии по футболу против «Железничар Панчево». 15 ноября забил дебютный гол за команду, 6 декабря забил два гола в ворота «Будучност Добановчи» и помог команде победить (3:2).
1 февраля 2022 года стал игроком клуба «Вождовац».